# Институт за военна история
Института за военна история е научен институт към Генералния щаб на армията, съществувал в периода (1946 – 1999).

## История
В началото на 1946 г. Военноисторическата комисия при Щаба на войската е реорганизирана във Военноисторически отдел. Той се състои от Военноисторическо отделение (администрация), Военноисторическа секция и редакция на военноисторически издания. Основните задачи на отдела са: „да събира и подрежда всички издания и други писмени материали на български и чужди езици, които имат военноисторическа стойност за България; да разработи и издаде пълната история на войните, водени от България за национално обединение; да състави военноисторическа библиотека и военноисторическа енциклопедия; за обзаведе и попълни главен военноисторически музей“.
До 1950 г. отдела има условно наименование под. 1330, а от следващата година е променено на под. 35710. На 23 октомври 1973 г. с решение № 653 е създаден Институт за военна история, който е в подчинение на началника на Генералния щаб. На 30 април 1992 г. института е преобразуван в Национален център по военна история, като се ръководи от „директор“, а три години по-късно на 24 юли 1995 г. със заповед № ОХ – 249 е възстановено старото наименование Институт за военна история. В периода 1992 – 1995 директор на центъра е доц. д-р Людмил Петров.
Институтът за военна история е закрит с решение № 553 от 30 юли 1999 на Министерския съвет. Научният и експертен състав, структуриран организационно в две секции: Военна история и политика и Военни доктрини и стратегии, влиза в състава на новосъздадения Институт за перспективни изследвания за отбраната, който е основно звено на Военната академия „Г. С. Раковски“.

## Наименования
- Военноисторически отдел (1946 – 23 октомври 1973)
- Институт за военна история (23 октомври 1973 – 30 април 1992)
- Национален център по военна история (30 април 1992 – 24 юли 1995)
- Институт за военна история (24 юли 1995 – 30 юли 1999)

## Ръководители
- Полковник Ламби Данаилов
- Полковник Георги Гинчев (1957 – 1963)
- Доц. д-р Людмил Петров (1992 – 1995)
- Полковник проф. д-р Димитър Минчев (от средата на 90-те)